# Josep Maria Aragonès i Gaya
Josep Maria Aragonès i Gaya (Barcelona, 1951) és un empresari muntador de cinema i realitzador d'efectes especials català.

## Trajectòria
El 1969 començà a treballar a TVE Catalunya primer com a cap de muntadors, muntador de programes i operador d'imatge. Alhora, des de 1975 va fer realitzar campanyes publicitàries i des del 1971 començà a treballar com a muntador de cinema en curtmetratges i en alguns documentals i sèries de televisió, com la sèrie La saga dels Rius i el documental Som i serem (1981).
Entre 1983 i 1985 es dedicà a la formació dels primers professionals d'equips lleugers d'enregistrament d'imatges, realització i tecnologia del muntatge per la futura TV3 amb la col·laboració de l'Institut national de l'audiovisuel (INA). També ha fet cursos i seminaris a la Universitat de Barcelona, a la Universitat Autònoma de Barcelona, la Universitat Politècnica de Catalunya, i des de 1995 és professor de postproducció de muntatge de la Facultat de Comunicació Audiovisual de la Universitat Pompeu Fabra i de muntatge i postproducció en cinematografia de l'ESCAC - Escola Superior de Cinema i Audiovisuals de Catalunya.
El 1986 va deixar TVE i va passar a dirigir el departament d'efectes especials per Filmtel, on va fer la postproducció de La febre d'or (1993) de Gonzalo Herralde, Havanera 1820 d'Antoni Verdaguer (1992) o La ciutat dels prodigis de Mario Camus (1999). El 1995 es va encarregar de la implantació i l'aplicació de la tecnologia de postproducció digital en alta resolució per cinema en firmat Cineon de Kodak, alhora que ha desenvolupat sistemes d'animació per ordinador. El 2004 es desvinculà de la companyia.
De 1999 a 2000 va dirigir el projecte de la factoria Bren Entertainment (Santiago de Compostel·la) per produir dibuixos animats per ordenador. Després ha fundat l'empresa Antaviana Films, amb la qual ha realitzat els efectes de pel·lícules com Les aventures de Tadeu Jones (2012), La plaga (2013), Blackthorn (2011) o El maquinista (2004). Ha guanyat un premi Goya el 2002 i tres premis Gaudí el 2009, 2010 i 2012. El 2016 fou guardonat pel Consell Nacional de la Cultura i de les Arts per les seves aportacions al llarg de la seva carrera.

## Filmografia
- Buñuel y la mesa del rey Salomón (2002)
- El maquinista (2004)
- Romasanta (2004)
- Eskalofrío (2009)
- Xtrems (2009)
- Magic Journey to Africa (2010)
- Blackthorn (2011)
- Les aventures de Tadeu Jones (2012)
- La plaga (2013)
- Mortadel·lo i Filemó contra en Jimmy el Catxondo (2014)

## Premis i nominacions
- VII Premis de Cinematografia de la Generalitat de Catalunya (1989) per Catalunya
- Goya als millors efectes especials el 2002 per Buñuel y la mesa del rey Salomón
- Gaudí als millors efectes especials el 2009 per Eskalofrío, el 2010 per Magic Journey to Africa i el 2012 per Les aventures de Tadeu Jones.
- Premi Nacional de Cultura (2016)